# World Cup of Darts 2013
De World Cup of Darts 2013 was de derde editie van de PDC World Cup of Darts, een toernooi waarin de 24 hoogstgeplaatste landen op de wereldranglijst een koppel afvaardigen. Deze editie werd gesponsord door Cash Converters. Titelhouder Engeland wist, ondanks enkele keren bijna uitgeschakeld te zijn (zowel Zuid-Afrika als Wales kreeg matchdarts tegen hen), hun een jaar eerder veroverde titel te prolongeren door in de finale met 3-1 van België te winnen.

## Speelwijze
De 24 hoogstgeplaatste landen op de PDC Order of Merit vaardigen twee spelers af. De top 8 is automatisch geplaatst voor de tweede ronde, de overigen spelen in de eerste ronde een knock-outmatch voor deelname aan de tweede ronde, waarin zij spelen tegen een van de top 8 landenteams.
De nummers 1 en 2 van iedere groep plaatsen zich voor de knock-outfase. Ieder land speelt in de poule één keer tegen elkaar in een koppelpartij over de best-of-9-legs. In de tweede ronde wordt gespeeld volgens over best-of-9 legs, waarbij de verliezer van een leg de volgende mag starten. Twee singlepartijen, bij een gelijke stand komt er een koppelpartij aan te pas om de beslissing te forceren.
Twee singlepartijen, bij een gelijke stand komt er een koppelpartij aan te pas om de beslissing te forceren. Vier singlepartijen, bij een gelijke stand komt er een koppelpartij aan te pas om de beslissing te forceren.

## Deelnemende teams
| #  | Land             | Koppel                                     | Start in   |
| -- | ---------------- | ------------------------------------------ | ---------- |
| 1  | Engeland         | Phil Taylor & Adrian Lewis                 | Groepsfase |
| 2  | Nederland        | Michael van Gerwen & Raymond van Barneveld | Groepsfase |
| 3  | Australië        | Simon Whitlock & Paul Nicholson            | Groepsfase |
| 4  | Schotland        | Gary Anderson & Robert Thornton            | Groepsfase |
| 5  | Wales            | Mark Webster & Richie Burnett              | Groepsfase |
| 6  | Noord-Ierland    | Brendan Dolan & Mickey Mansell             | Groepsfase |
| 7  | België           | Kim Huybrechts & Ronny Huybrechts          | Groepsfase |
| 8  | Duitsland        | Jyhan Artut & Andree Welge                 | Groepsfase |
| 9  | Canada           | John Part & Jeff Smith                     | Groepsfase |
| 10 | Ierland          | William O'Connor & Connie Finnan           | Groepsfase |
| 11 | Verenigde Staten | Darin Young & Larry Butler                 | Groepsfase |
| 12 | Oostenrijk       | Mensur Suljović & Maik Langendorf          | Groepsfase |
| 13 | Zweden           | Magnus Caris & Par Riihonen                | Groepsfase |
| 14 | Spanje           | Toni Alcinas & Carlos Rodríguez            | Groepsfase |
| 15 | Finland          | Jani Haavisto & Jarkko Komula              | Groepsfase |
| 16 | Gibraltar        | Dylan Duo & Dyson Parody                   | Groepsfase |
| 17 | Denemarken       | Per Laursen & Jann Hoffmann                | Groepsfase |
| 18 | Kroatië          | Robert Marijanović & Tonči Restović        | Groepsfase |
| 19 | Zuid-Afrika      | Charl Pietersen & Shawn Hogan              | Groepsfase |
| 20 | Japan            | Haruki Muramatsu & Sho Katsumi             | Groepsfase |
| 21 | Nieuw-Zeeland    | Phil Hazel & Craig Caldwell                | Groepsfase |
| 22 | Polen            | Krzysztof Kciuk & Krzysztof Ratajski       | Groepsfase |
| 23 | Hongarije        | Nándor Bezzeg & Meszaros Zsolt             | Groepsfase |
| 24 | Italië           | Daniele Petri & Matteo Dal Monte           | Groepsfase |

## Prijzengeld
De prijzenpot van het World Cup of Darts 2013 bedraagt £150.000
Het prijzengeld was als volgt verdeeld:
| Plaats (aantal spelers) | Plaats (aantal spelers) | Prijzengeld (Totaal: £150.000) |
| ----------------------- | ----------------------- | ------------------------------ |
| Winnaars                | (1)                     | £40.000                        |
| Runners-up              | (1)                     | £20.000                        |
| Halvefinalisten         | (2)                     | £13.000                        |
| Kwartfinalisten         | (4)                     | £6.000                         |
| Laatste 16              | (8)                     | £3.000                         |
|                         |                         |                                |
| Groepsfase              | (24)                    | £2.000                         |

## Programma
| Datum                   | Ronde                               |
| ----------------------- | ----------------------------------- |
| 01-02-2013 & 02-02-2013 | Groepsfase                          |
| 02-02-2013              | Tweede ronde                        |
| 03-02-2013              | Kwartfinale, halve finale en finale |

## Schema

### Groepsfase
- Loting voor de groepsfase vond plaats op 17 januari 2013 in Wigan.[3]
- De bovenste twee van elke groep gaan door naar de tweede ronde.
- Alle wedstrijden zijn best of negen legs.
- De eerste acht landen op de Order of Merit zijn groepshoofd.
- Twee punten bij een overwinning en nul bij een verlies

#### Groep A
| Pos. | Land       | Gsp | G | V | LV | LT | +/− | Pnt |               |
| ---- | ---------- | --- | - | - | -- | -- | --- | --- | ------------- |
| 1    | Engeland   | 2   | 2 | 0 | 10 | 2  | +8  | 4   | Q             |
| 2    | Japan      | 2   | 1 | 1 | 5  | 9  | −4  | 2   | Q             |
| 3    | Oostenrijk | 2   | 0 | 2 | 6  | 10 | −4  | 0   | Uitgeschakeld |

Groepswedstrijden:
- Oostenrijk 4 – 5  Japan
- Engeland 5 – 0  Japan
- Engeland 5 – 2  Oostenrijk

#### Groep B
| Pos. | Land        | Gsp | G | V | LV | LT | +/− | Pnt |               |
| ---- | ----------- | --- | - | - | -- | -- | --- | --- | ------------- |
| 1    | Ierland     | 2   | 1 | 1 | 9  | 5  | +4  | 2   | Q             |
| 3    | Zuid-Afrika | 2   | 1 | 1 | 9  | 9  | 0   | 2   | Q             |
| 2    | Denemarken  | 2   | 1 | 1 | 5  | 9  | −4  | 2   | Uitgeschakeld |

Groepswedstrijden:
- Denemarken 5 – 4  Zuid-Afrika
- Ierland 5 – 0  Denemarken
- Ierland 4 – 5  Zuid-Afrika

#### Groep C
| Pos. | Land      | Gsp | G | V | LV | LT | +/− | Pnt |               |
| ---- | --------- | --- | - | - | -- | -- | --- | --- | ------------- |
| 1    | Schotland | 2   | 2 | 0 | 10 | 5  | +5  | 4   | Q             |
| 2    | Canada    | 2   | 1 | 1 | 8  | 9  | −1  | 2   | Q             |
| 3    | Zweden    | 2   | 0 | 2 | 6  | 10 | −4  | 0   | Uitgeschakeld |

Groepswedstrijden:
- Canada 5 – 4  Zweden
- Schotland 5 – 3  Canada
- Schotland 5 – 2  Zweden

#### Groep D
| Pos. | Land   | Gsp | G | V | LV | LT | +/− | Pnt |               |
| ---- | ------ | --- | - | - | -- | -- | --- | --- | ------------- |
| 1    | Wales  | 2   | 2 | 0 | 10 | 2  | +8  | 4   | Q             |
| 2    | Spanje | 2   | 1 | 1 | 7  | 8  | −1  | 2   | Q             |
| 3    | Italië | 2   | 0 | 2 | 3  | 10 | −7  | 0   | Uitgeschakeld |

Groepswedstrijden:
- Spanje 5 – 3  Italië
- Wales 5 – 2  Spanje
- Wales 5 – 0  Italië

#### Groep E
| Pos. | Land      | Gsp | G | V | LV | LT | +/− | Pnt |               |
| ---- | --------- | --- | - | - | -- | -- | --- | --- | ------------- |
| 1    | Nederland | 2   | 2 | 0 | 10 | 3  | +7  | 4   | Q             |
| 2    | Polen     | 2   | 1 | 1 | 8  | 7  | +1  | 2   | Q             |
| 3    | Gibraltar | 2   | 0 | 2 | 2  | 10 | −8  | 0   | Uitgeschakeld |

Groepswedstrijden:
- Gibraltar 2 – 5  Polen
- Nederland 5 – 3  Polen
- Nederland 5 – 0  Gibraltar

#### Groep F
| Pos. | Land             | Gsp | G | V | LV | LT | +/− | Pnt |               |
| ---- | ---------------- | --- | - | - | -- | -- | --- | --- | ------------- |
| 1    | Duitsland        | 2   | 2 | 0 | 10 | 6  | +4  | 4   | Q             |
| 2    | Finland          | 2   | 1 | 1 | 8  | 9  | −1  | 2   | Q             |
| 3    | Verenigde Staten | 2   | 0 | 2 | 7  | 10 | −3  | 0   | Uitgeschakeld |

Groepswedstrijden:
- Finland 5 – 4  Verenigde Staten
- Duitsland 5 – 3  Finland
- Duitsland 5 – 3  Verenigde Staten

#### Groep G
| Pos. | Land          | Gsp | G | V | LV | LT | +/− | Pnt |               |
| ---- | ------------- | --- | - | - | -- | -- | --- | --- | ------------- |
| 1    | Australië     | 2   | 2 | 0 | 10 | 3  | +7  | 4   | Q             |
| 2    | Kroatië       | 2   | 1 | 1 | 6  | 8  | −2  | 2   | Q             |
| 3    | Nieuw-Zeeland | 2   | 0 | 2 | 5  | 10 | −5  | 0   | Uitgeschakeld |

Groepswedstrijden:
- Kroatië 5 – 3  Nieuw-Zeeland
- Australië 5 – 1  Kroatië
- Australië 5 – 2  Nieuw-Zeeland

#### Groep H
| Pos. | Land          | Gsp | G | V | LV | LT | +/− | Pnt |               |
| ---- | ------------- | --- | - | - | -- | -- | --- | --- | ------------- |
| 1    | Noord-Ierland | 2   | 2 | 0 | 10 | 3  | +7  | 4   | Q             |
| 2    | België        | 2   | 1 | 1 | 7  | 5  | +2  | 2   | Q             |
| 3    | Hongarije     | 2   | 0 | 2 | 1  | 10 | −9  | 0   | Uitgeschakeld |

Groepswedstrijden:
- België 5 – 0  Hongarije
- Noord-Ierland 5 – 2  België
- Noord-Ierland 5 – 1  Hongarije

### Laatste 16
|  | Tweede ronde (best of 9 legs) 03 februari | Tweede ronde (best of 9 legs) 03 februari | Tweede ronde (best of 9 legs) 03 februari |   |          | Kwartfinales (best of 7 legs) 03 februari | Kwartfinales (best of 7 legs) 03 februari | Kwartfinales (best of 7 legs) 03 februari |  |  | Halve finales (best of 7 legs) 03 februari | Halve finales (best of 7 legs) 03 februari | Halve finales (best of 7 legs) 03 februari |   |  | Finale (best of 7 legs) 03 februari | Finale (best of 7 legs) 03 februari | Finale (best of 7 legs) 03 februari |
|  |                                           |                                           |                                           |   |          |                                           |                                           |                                           |  |  |                                            |                                            |                                            |   |  |                                     |                                     |                                     |
|  |                                           | Engeland 91.27                            | 5                                         |   |          |                                           |                                           |                                           |  |  |                                            |                                            |                                            |   |  |                                     |                                     |                                     |
|  |                                           | Zuid-Afrika 84.21                         | 4                                         |   |          |                                           |                                           |                                           |  |  |                                            |                                            |                                            |   |  |                                     |                                     |                                     |
|  |                                           | Zuid-Afrika 84.21                         | 4                                         |   | Engeland | 2                                         |                                           |                                           |  |  |                                            |                                            |                                            |   |  |                                     |                                     |                                     |
|  |                                           |                                           |                                           |   | Engeland | 2                                         |                                           |                                           |  |  |                                            |                                            |                                            |   |  |                                     |                                     |                                     |
|  |                                           |                                           | Japan                                     | 1 |          |                                           |                                           |                                           |  |  |                                            |                                            |                                            |   |  |                                     |                                     |                                     |
|  |                                           | Ierland 77.41                             | Japan                                     | 1 | 3        |                                           |                                           |                                           |  |  |                                            |                                            |                                            |   |  |                                     |                                     |                                     |
|  |                                           |                                           |                                           |   | 3        |                                           |                                           |                                           |  |  |                                            |                                            |                                            |   |  |                                     |                                     |                                     |
|  |                                           | Japan 80.73                               | 5                                         |   |          |                                           |                                           |                                           |  |  |                                            |                                            |                                            |   |  |                                     |                                     |                                     |
|  |                                           |                                           |                                           |   |          |                                           | Engeland                                  | 2                                         |  |  |                                            |                                            |                                            |   |  |                                     |                                     |                                     |
|  |                                           |                                           |                                           |   |          |                                           |                                           |                                           |  |  |                                            |                                            |                                            |   |  |                                     |                                     |                                     |
|  |                                           |                                           | Wales                                     | 1 |          |                                           |                                           |                                           |  |  |                                            |                                            |                                            |   |  |                                     |                                     |                                     |
|  |                                           | Schotland 83.72                           | Wales                                     | 1 | 4        |                                           |                                           |                                           |  |  |                                            |                                            |                                            |   |  |                                     |                                     |                                     |
|  |                                           |                                           |                                           |   | 4        |                                           |                                           |                                           |  |  |                                            |                                            |                                            |   |  |                                     |                                     |                                     |
|  |                                           | Spanje 87.23                              | 5                                         |   |          |                                           |                                           |                                           |  |  |                                            |                                            |                                            |   |  |                                     |                                     |                                     |
|  |                                           | Spanje 87.23                              | 5                                         |   | Spanje   | 1                                         |                                           |                                           |  |  |                                            |                                            |                                            |   |  |                                     |                                     |                                     |
|  |                                           |                                           |                                           |   | Spanje   | 1                                         |                                           |                                           |  |  |                                            |                                            |                                            |   |  |                                     |                                     |                                     |
|  |                                           |                                           | Wales                                     | 2 |          |                                           |                                           |                                           |  |  |                                            |                                            |                                            |   |  |                                     |                                     |                                     |
|  |                                           | Wales 98.24                               | Wales                                     | 2 | 5        |                                           |                                           |                                           |  |  |                                            |                                            |                                            |   |  |                                     |                                     |                                     |
|  |                                           |                                           |                                           |   | 5        |                                           |                                           |                                           |  |  |                                            |                                            |                                            |   |  |                                     |                                     |                                     |
|  |                                           | Canada 95.01                              | 2                                         |   |          |                                           |                                           |                                           |  |  |                                            |                                            |                                            |   |  |                                     |                                     |                                     |
|  |                                           |                                           |                                           |   |          |                                           |                                           |                                           |  |  |                                            |                                            | Engeland                                   | 3 |  |                                     |                                     |                                     |
|  |                                           |                                           |                                           |   |          |                                           |                                           |                                           |  |  |                                            |                                            |                                            | 3 |  |                                     |                                     |                                     |
|  |                                           |                                           | België                                    | 1 |          |                                           |                                           |                                           |  |  |                                            |                                            |                                            |   |  |                                     |                                     |                                     |
|  |                                           | Nederland 97.38                           | België                                    | 1 | 3        |                                           |                                           |                                           |  |  |                                            |                                            |                                            |   |  |                                     |                                     |                                     |
|  |                                           | Nederland 97.38                           |                                           |   | 3        |                                           |                                           |                                           |  |  |                                            |                                            |                                            |   |  |                                     |                                     |                                     |
|  |                                           | Finland 96.00                             | 5                                         |   |          |                                           |                                           |                                           |  |  |                                            |                                            |                                            |   |  |                                     |                                     |                                     |
|  |                                           | Finland 96.00                             | 5                                         |   | Finland  | 2                                         |                                           |                                           |  |  |                                            |                                            |                                            |   |  |                                     |                                     |                                     |
|  |                                           |                                           |                                           |   | Finland  | 2                                         |                                           |                                           |  |  |                                            |                                            |                                            |   |  |                                     |                                     |                                     |
|  |                                           |                                           | Duitsland                                 | 1 |          |                                           |                                           |                                           |  |  |                                            |                                            |                                            |   |  |                                     |                                     |                                     |
|  |                                           | Duitsland 81.37                           | Duitsland                                 | 1 | 5        |                                           |                                           |                                           |  |  |                                            |                                            |                                            |   |  |                                     |                                     |                                     |
|  |                                           |                                           |                                           |   | 5        |                                           |                                           |                                           |  |  |                                            |                                            |                                            |   |  |                                     |                                     |                                     |
|  |                                           | Polen 72.80                               | 2                                         |   |          |                                           |                                           |                                           |  |  |                                            |                                            |                                            |   |  |                                     |                                     |                                     |
|  |                                           |                                           |                                           |   |          |                                           | Finland                                   | 1                                         |  |  |                                            |                                            |                                            |   |  |                                     |                                     |                                     |
|  |                                           |                                           |                                           |   |          |                                           |                                           |                                           |  |  |                                            |                                            |                                            |   |  |                                     |                                     |                                     |
|  |                                           |                                           | België                                    | 2 |          |                                           |                                           |                                           |  |  |                                            |                                            |                                            |   |  |                                     |                                     |                                     |
|  |                                           | Australië 95.57                           | België                                    | 2 | 1        |                                           |                                           |                                           |  |  |                                            |                                            |                                            |   |  |                                     |                                     |                                     |
|  |                                           | Australië 95.57                           |                                           |   | 1        |                                           |                                           |                                           |  |  |                                            |                                            |                                            |   |  |                                     |                                     |                                     |
|  |                                           | België 101.08                             | 5                                         |   |          |                                           |                                           |                                           |  |  |                                            |                                            |                                            |   |  |                                     |                                     |                                     |
|  |                                           | België 101.08                             | 5                                         |   | België   | 2                                         |                                           |                                           |  |  |                                            |                                            |                                            |   |  |                                     |                                     |                                     |
|  |                                           |                                           |                                           |   | België   | 2                                         |                                           |                                           |  |  |                                            |                                            |                                            |   |  |                                     |                                     |                                     |
|  |                                           |                                           | Kroatië                                   | 0 |          |                                           |                                           |                                           |  |  |                                            |                                            |                                            |   |  |                                     |                                     |                                     |
|  |                                           | Noord-Ierland 83.58                       | Kroatië                                   | 0 | 4        |                                           |                                           |                                           |  |  |                                            |                                            |                                            |   |  |                                     |                                     |                                     |
|  |                                           | Noord-Ierland 83.58                       |                                           |   | 4        |                                           |                                           |                                           |  |  |                                            |                                            |                                            |   |  |                                     |                                     |                                     |
|  |                                           | Kroatië 76.91                             | 5                                         |   |          |                                           |                                           |                                           |  |  |                                            |                                            |                                            |   |  |                                     |                                     |                                     |

#### Kwartfinales
- De eerste die twee wedstrijden wint gaat door;
- Bij een stand van 1–1 spelen de teams een koppelwedstrijd;
- Best of 7 legs.

| Kroatië            | België           | Legs | Punten |
| ------------------ | ---------------- | ---- | ------ |
| Tonči Restović     | Kim Huybrechts   | 2–4  | 0–1    |
| Robert Marijanović | Ronny Huybrechts | 1–4  | 0–1    |
| Totaal :           | Totaal :         | 3–8  | 0–2    |

| Japan               | Engeland       | Legs | Punten |
| ------------------- | -------------- | ---- | ------ |
| Haruki Muramatsu    | Phil Taylor    | 1–4  | 0–1    |
| Sho Katsumi         | Adrian Lewis   | 4–3  | 1–0    |
| Muramatsu & Katsumi | Taylor & Lewis | 2–4  | 0–1    |
| Totaal :            | Totaal :       | 7–11 | 1–2    |

| Wales             | Spanje              | Legs | Punten |
| ----------------- | ------------------- | ---- | ------ |
| Mark Webster      | Toni Alcinas        | 4–3  | 1–0    |
| Richie Burnett    | Carlos Rodriguez    | 3–4  | 0–1    |
| Webster & Burnett | Alcinas & Rodriguez | 4–2  | 1–0    |
| Totaal :          | Totaal :            | 11–9 | 2–1    |

| Finland           | Duitsland     | Legs | Punten |
| ----------------- | ------------- | ---- | ------ |
| Jani Haavisto     | Jyhan Artut   | 1–4  | 0–1    |
| Jarkko Komula     | Andree Welge  | 4–2  | 1–0    |
| Haavisto & Komula | Artut & Welge | 4–3  | 1–0    |
| Totaal :          | Totaal :      | 9–9  | 2–1    |

#### Halve finales
- De eerste die twee wedstrijden wint gaat door;
- Bij een stand van 1–1 spelen de teams een koppelwedstrijd;
- Best of 7 legs.

| Engeland       | Wales             | Legs | Punten |
| -------------- | ----------------- | ---- | ------ |
| Phil Taylor    | Mark Webster      | 4–1  | 1–0    |
| Adrian Lewis   | Richie Burnett    | 3–4  | 0–1    |
| Taylor & Lewis | Webster & Burnett | 4–3  | 1–0    |
| Totaal :       | Totaal :          | 11–8 | 2–1    |

| België              | Finland           | Legs | Punten |
| ------------------- | ----------------- | ---- | ------ |
| Kim Huybrechts      | Jani Haavisto     | 4–1  | 1–0    |
| Ronny Huybrechts    | Jarkko Komula     | 3–4  | 0–1    |
| Broeders Huybrechts | Haavisto & Komula | 4–0  | 1–0    |
| Totaal :            | Totaal :          | 11–5 | 2–1    |

* n.p.= niet gespeeld

#### Finale
- De eerste die drie wedstrijden wint, wint het toernooi;
- Bij een stand van 2–2 spelen de teams een koppelwedstrijd;
- Best of 7 legs.

| Engeland       | België              | Legs | Punten |
| -------------- | ------------------- | ---- | ------ |
| Phil Taylor    | Ronny Huybrechts    | 4–0  | 1–0    |
| Adrian Lewis   | Kim Huybrechts      | 0–4  | 0–1    |
| Adrian Lewis   | Ronny Huybrechts    | 4–2  | 1–0    |
| Phil Taylor    | Kim Huybrechts      | 4–1  | 1–0    |
| Taylor & Lewis | Broeders Huybrechts | ×    | x      |
| Totaal :       | Totaal :            | 12–7 | 3–1    |

* x = niet gespeeld

## Kampioen
|                    |
| Vlag van Engeland  |
| Engeland 2de titel |

## Uitzending televisie
Het toernooi werd uitgezonden door Sky Sports in het Verenigd Koninkrijk en Ierland, door RTL 7 in Nederland en door Fox Sports in Australië.
2010 · 
2012 · 
2013 · 
2014 · 
2015 · 
2016 · 
2017 ·
2018 ·
2019 ·
2020 ·
2021 ·
2022 ·
2023 ·
2024 ·
2025